# Молодёжный (Яшкульский район)
Молодёжный — посёлок (сельского типа) в Яшкульском районе Калмыкии, административный центр и единственный населённый пункт Молодёжненского сельского муниципального образования.
Население — 406 (2021) человек.

## История
Передан Яшкульскому району в составе Молодёжного сельсовета в 1965 году. В 1973 году образован овцеводческий совхоз "Молодёжный". К 1989 году проживало около 590 жителей.

## Общая физико-географическая характеристика
Посёлок расположен в пределах Прикаспийской низменности, являющейся юго-восточной частью Восточно-Европейской равнины, на высоте 7 метров ниже уровня моря. Гидрографическая сеть отсутствует. Рельеф равнинный, осложнён песчаными буграми, западинами и другими формами микрорельефа. Почвы - бурые солонцеватые и солонцы. Почвообразующие породы - пески
По автомобильным дорогам расстояние до столицы Калмыкии города Элиста составляет 180 км, до районного центр посёлка Яшкуль - 89 км. Близ посёлка проходит республиканская автодорога Утта - Цаган-Аман.
Климат
Климат континентальный, засушливый, с жарким летом и относительно холодной и малоснежной зимой (согласно классификации климатов Кёппена - семиаридный (индекс Bsk). Среднегодовая температура воздуха положительная и составляет + 9,7 °C, средняя температура самого жаркого месяца июля + 25,2 °С, самого холодного месяца января - 5,9 °С. Расчётная многолетняя норма осадков - 250 мм. Наименьшее количество осадков выпадает в феврале (норма осадков - 14 мм). Наибольшее количество - в мае (29 мм).
Часовой пояс
Молодёжный, как и вся Республика Калмыкия, находится в часовой зоне МСК (московское время). Смещение применяемого времени относительно UTC составляет +3:00.

## Население
| 2002 | 2010 | 2011 | 2012 | 2013 | 2014 | 2015 |
| ---- | ---- | ---- | ---- | ---- | ---- | ---- |
| 539  | ↘364 | ↗365 | ↗389 | ↗399 | ↘389 | ↗397 |
| 2016 | 2017 | 2018 | 2019 | 2020 | 2021 |      |
| ↗420 | ↘415 | ↗425 | ↗432 | ↗436 | ↘406 |      |

На протяжении 2009-2012 гг. наблюдается устойчивая миграционная убыль населения.
Национальный состав
Посёлок многонационален: преобладают казахи - 38,9 %. Также проживают аварцы - 22,4 %, чеченцы - 12,1 %, калмыки - 10,5 %, даргинцы - 8,4 %, русские - 5,6 % и др.
Согласно результатам переписи 2002 года большинство населения посёлка составляли казахи (38 %)

## Социальная сфере
В посёлке действуют средняя школа, ФАП, сельский дом культуры, библиотека.
Основной социальной и экономической проблемой посёлка является отсутствие источников питьевой воды.